# Церква святого Луїджі Оріоне
Церква святого Луїджі Оріоне — чинна церква отців оріоністів УГКЦ у Львові, в місцевості Замарстинів на вул. Лінкольна, 12.

## Історія
Освячений 24 травня 2009 року. Ініціаторами будівництва стали італійські священики Еджідіо Монтанарі та Морено Каттелан — члени згромадження Оріоністів, котрі прибули з Італії і від 2001 року працюють в Україні.

## Архітектура
Будівля, спроєктована архітектурною фірмою «Симетрія» у 2006—2007 роках, збудована у 2007—2008. Керівник проєкту — Микола Рибенчук, інженер-конструктор — Володимир Сіверс. Загальна площа 440 м², будівельний об'єм 3775 м³. В одному блоці поєднано церкву і ораторію (універсальне приміщення для проведення молодіжного дозвілля). Головним формотворчим елементом споруди є дах, котрий своїми плавними асиметричними обрисами повторює основну домінанту на горизонті тієї місцевості — гору Високий замок.
Для створення затишної атмосфери дах має великі звиси, як у церквах «хатнього» типу. Його форма також враховує потоки вітрів, через що сніг не затримується на ньому. У конструкції застосовано 15 однакових шпренгельних ферм, встановлених під різними кутами. Будівля задумана як частина майбутнього комплексу громадських і сакральних споруд. Особливістю і проблемою для розпланування усього комплексу є охоронна зона підземного колектора ріки Полтви, котра ділить ділянку надвоє і займає значну частину площі. За нормами ця зона залишатиметься незабудованою.
У церкві знаходиться іконостас з чотирма великими іконами, котрі написав у модернізованому візантійському стилі, львівський живописець Любомир Медвідь. Це послідовно (з ліва на право): святий Петро, Богородиця-Одигітрія, Христос-Пантократор, святий Луїджі Оріоне. Вище, за іконостасом розміщено розп'яття, виконане в техніці олійного живопису тим самим автором. Ліворуч від іконостасу знаходиться статуетка Матері Божої — реліквія, визнана церквою чудотворною і пов'язана зі святим Луїджі Оріоне, привезена 2010 року з Бразилії.
При церкві створено парафію Божого Провидіння. Діють курси для аніматорів, курси танців, а також майстерня для осіб з особливими потребами і катехитична школа Святого Миколая.
8 листопада 2014 року у Львові відбулось урочисте відкриття нової обителі отців Оріоністів — монастиря Святих апостолів Петра й Андрія.

## Світлини

Церква святого Луїджі Оріоне
Іконостас церкви святого Луїджі Оріоне
Звіс даху церкви святого Луїджі Оріоне
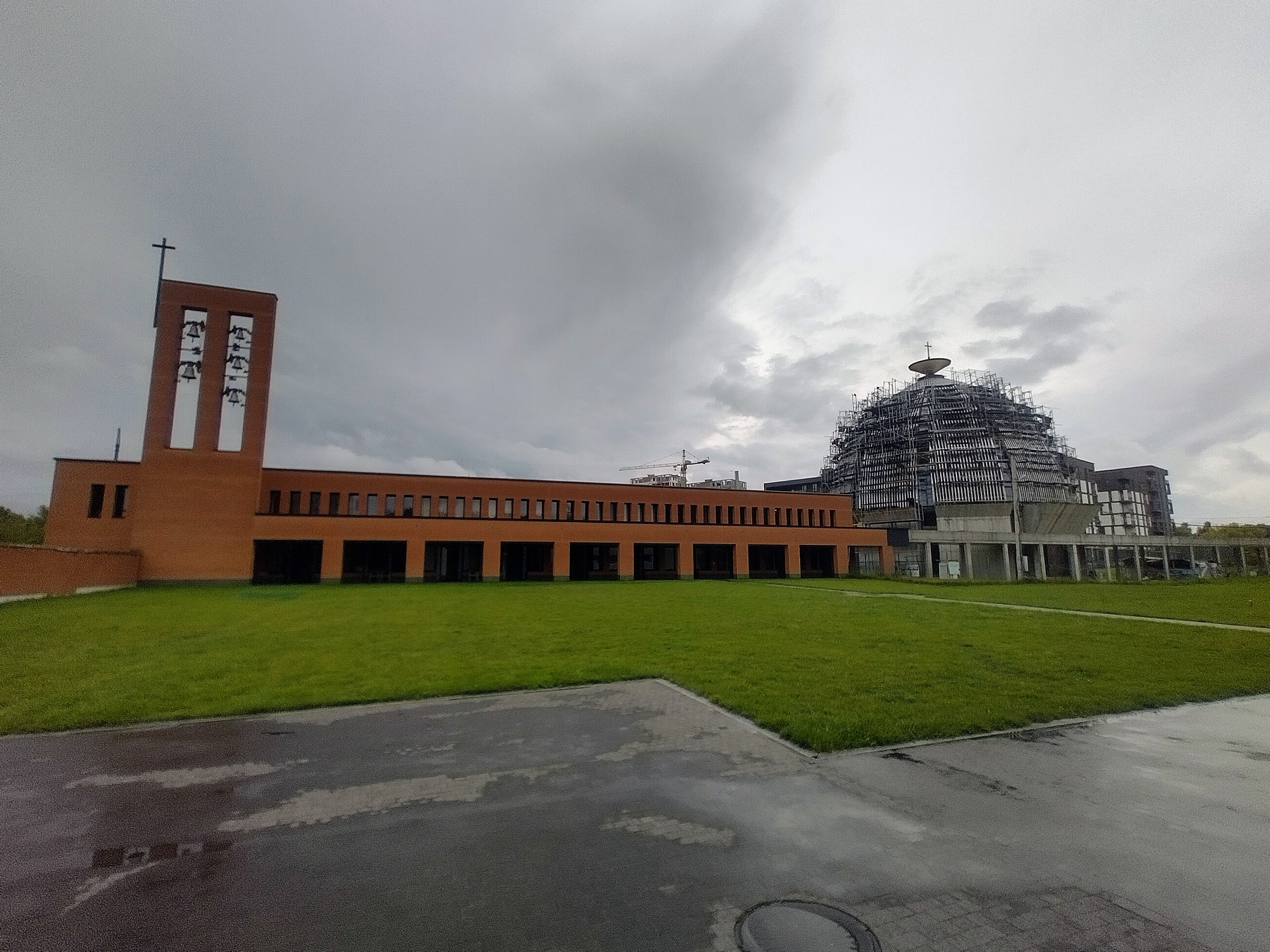
Будівництво монастиря (2022)
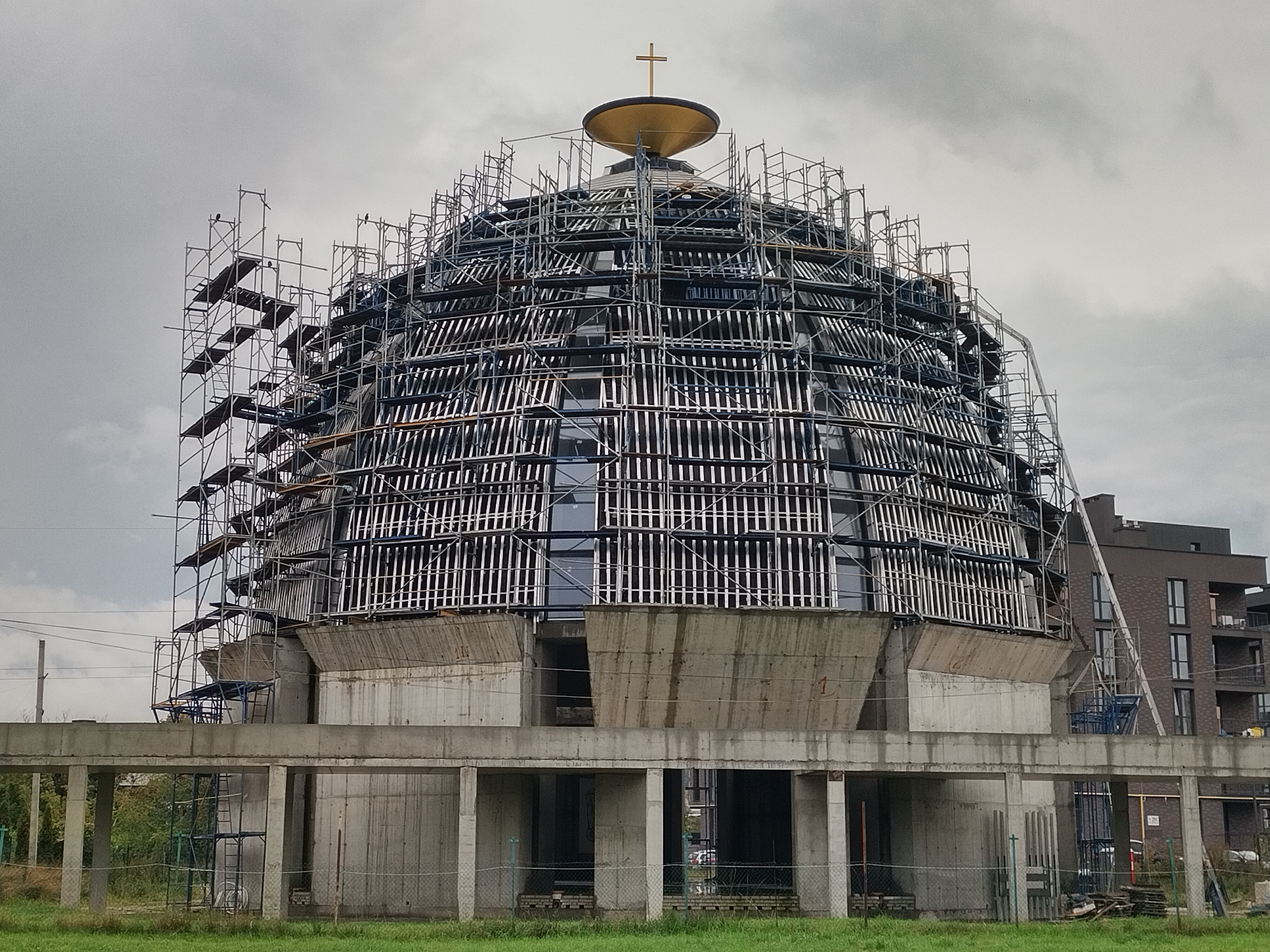
Будівництво (2022)